# Sierra de San Agustín
La sierra de San Agustín es una pequeña sierra al sur de la sierra de San Andrés al este de Las Cruces en Nuevo México.

## Descripción

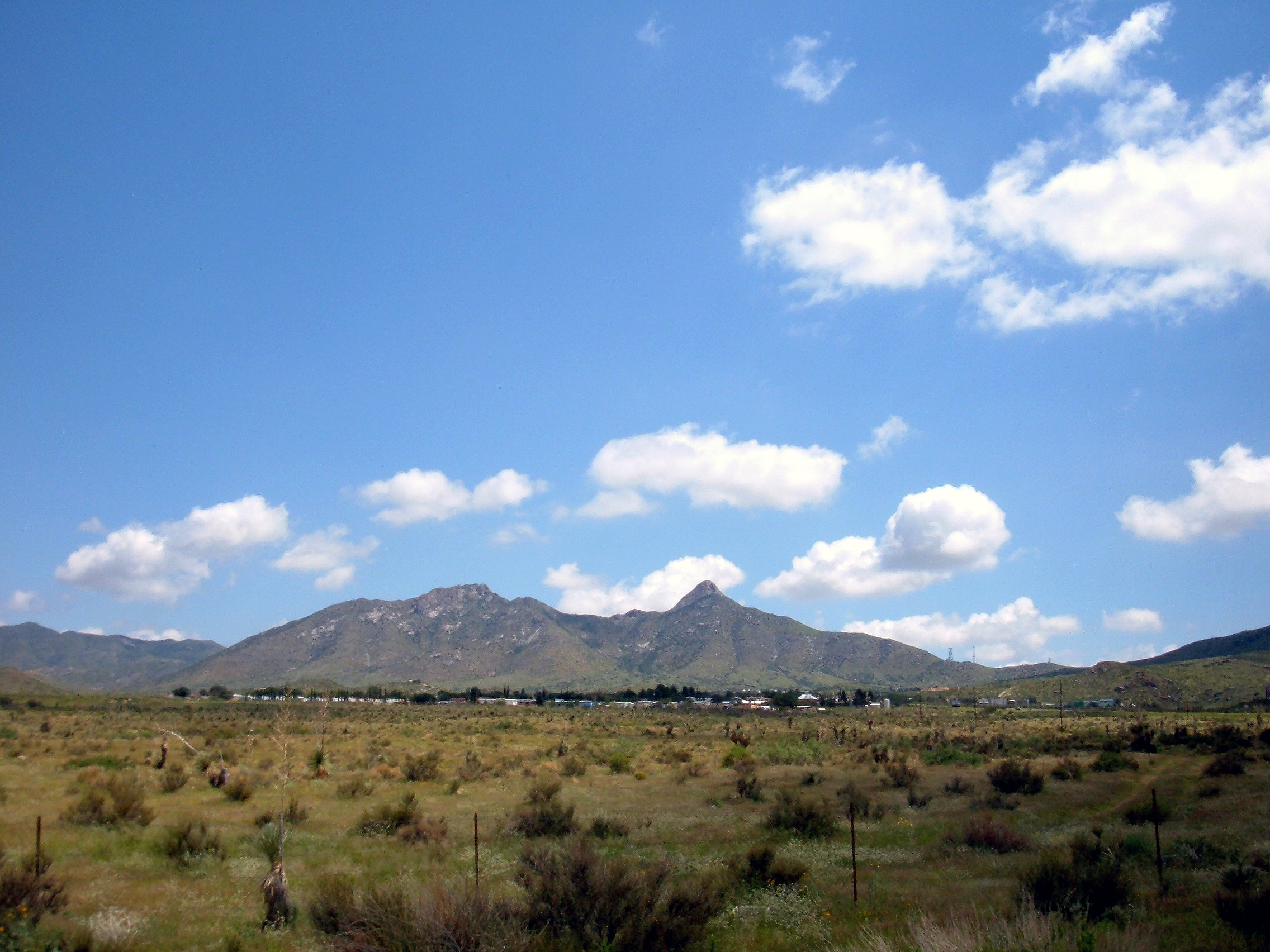

La sierra de San Agustín sólo tiene 13 km de longitud, en dirección noreste. Su límite sur es el puerto de San Agustín, que es el puerto montañoso por donde discurre la interestatal 70 entre Las Cruces y Órgano, para posteriormente doblar al noreste hacia las Arenas Blancas, para llegar a Álamo Gordo.
El norte de la sierra está delimitado por el Cañón del Oso, un cañón de orientación este-oeste con su salida hacia el noreste.